# Juan Trip
Juan Trip, est un artiste musicien, auteur, compositeur, interprète de diverses tendances qui vont de la techno au rock psychédélique.

## Biographie
Né en France en juillet 1969, ses parents l'emmenèrent vivre dans une communauté hippie basée dans les Pyrénées-Orientales. C'est là qu'il aura son premier contact marquant avec la musique.
En 1992, il sera à l'initiative des Raves Fantom parisiennes.
Il collabora plusieurs années avec F Communications, le label de Laurent Garnier. De ce travail naquît plusieurs enregistrements, dont Balmy Under the Stormy, qui sortit en août 1999 à l'occasion d'une éclipse solaire totale.
En 2006, il sort le disque Consolation sur le label Citizen Records.
Le travail de Juan Trip s'étend aussi à la réalisation de vidéo-clips, de films de fiction (Aqua Nebula Oscillator's Van International) et des clips des The Bluets, un groupe de rock 'n' roll dont il est à la fois le batteur et le chanteur.

## Discographie
- Extasy Is God (1992)
- Masterpiece Trilogy (1993)
- Switch Out The Sun (1994)
- Interstone (1995)
- Balmy Under The Stormy (1999)
- Adam Links Surf Again !! (2002)
- Consolation (2006)
- Fireplace (2008)

De nombreuses autres références ne sont pas répertoriées ici.